# Studi di genere
Gli studi di genere (o gender studies, come vengono chiamati nel mondo anglosassone), in sessuologia e sociologia, rappresentano nell’educazione sessuale un approccio multidisciplinare e interdisciplinare allo studio dei significati socio-culturali della sessualità e dell'identità sessuale.

## Storia
Nati in Nord America a cavallo tra gli anni settanta e ottanta nell'ambito degli studi culturali, si diffondono in Europa Occidentale negli anni ottanta. Si sviluppano a partire da un certo filone del pensiero femminista e trovano spunti fondamentali nel post-strutturalismo e decostruzionismo francese (soprattutto Michel Foucault e Jacques Derrida), negli studi che uniscono psicologia e linguaggio (Jacques Lacan e, in una prospettiva postlacaniana, Julia Kristeva). Di importanza specifica per gli studi di genere sono anche gli studi gay e lesbici e il postmodernismo.
Questi studi non costituiscono un campo di sapere a sé stante, ma rappresentano innanzitutto una modalità di interpretazione. Sono il risultato di un incrocio di metodologie differenti che abbracciano diversi aspetti della vita umana, della produzione delle identità e del rapporto tra individuo e società, tra individuo e cultura. Per questo motivo una lettura "gender sensitive", attenta agli aspetti di genere, è applicabile a pressoché qualunque branca delle scienze umane, sociali, psicologiche e letterarie, dalla sociologia alle scienze etno-antropologiche, alla letteratura, alla filosofia, alla teologia, alla politica, alla demografia, e agli studi sociologici e storici relativi a scienze quali matematica, biologia, fisica, chimica, informatica, ecc.
Soprattutto ai loro inizi, ma in parte anche oggigiorno, gli studi di genere sono caratterizzati da una impronta politica ed emancipativa. Non si limitano quindi a proporre teorie e applicarle all'analisi della cultura, ma mirano anche a realizzare cambiamenti in ambito della mentalità e della società. Sono strettamente legati ai movimenti di emancipazione femminile, omosessuale e delle minoranze etniche e linguistiche e spesso si occupano di problematiche connesse a oppressione razziale ed etnica, sviluppo delle società postcoloniali e globalizzazione.

## Sesso e genere (sex e gender)
Tradizionalmente gli individui vengono divisi in uomini e donne sulla base delle loro differenze biologiche. Nel sentire comune, infatti, il sesso e il genere costituiscono un tutt'uno. Gli studi di genere propongono invece una suddivisione, sul piano teorico-concettuale, tra questi due aspetti dell'identità:
- il sesso (sex) costituisce un corredo genetico, un insieme di caratteri biologici, fisici e anatomici che producono una persona femmina/maschio (o intersessuale);
- il genere (gender) rappresenta una costruzione culturale, la rappresentazione, definizione e incentivazione di comportamenti che rivestono il corredo biologico e danno vita allo status di femminilità/mascolinità.

Secondo i teorici degli studi di genere, sesso e genere non costituiscono due dimensioni contrapposte ma interdipendenti: sui caratteri biologici si innesca il processo di produzione delle identità di genere. Traducono le due dimensioni dell'essere uomo e donna. Il genere sarebbe invece un prodotto della cultura umana e il frutto di un persistente rinforzo sociale e culturale delle identità creato quotidianamente attraverso una serie di interazioni, che tendono a definire le differenze tra uomini e donne . A livello sociale è necessario testimoniare continuamente la propria appartenenza di genere attraverso il comportamento, il linguaggio, il ruolo sociale. Si parla a questo proposito di ruoli di genere. In sostanza, il genere sarebbe un carattere appreso e non innato: secondo queste teorie maschi e femmine si nasce, mentre uomini (mascolini) e donne (femminili) si diventa.
Il rapporto tra sesso e genere varia a seconda delle aree geografiche, dei periodi storici, delle culture di appartenenza. I concetti di maschilità e femminilità sono quindi concetti dinamici che devono essere storicizzati e contestualizzati. Ogni società definisce quali valori attribuire alle varie identità di genere, in cosa consiste essere uomo o donna.
La prima formulazione del concetto di genere nell'accezione utilizzata da questo tipo di studi venne formulata dall'antropologa Gayle Rubin nel suo The Traffic in Women (Lo scambio delle donne) del 1975. La studiosa parla di un sex-gender system in cui il dato biologico viene trasformato in un sistema binario asimmetrico in cui il maschile occupa una posizione privilegiata rispetto al femminile, al quale è legato da strette connessioni da cui entrambi derivano una reciproca definizione .

## Alcuni teorici che si sono occupati di studi di genere
- Anna Bravo
- Judith Butler
- Hélène Cixous
- Teresa De Lauretis
- Evelyn Fox Keller
- Carol Gilligan
- Donna Haraway
- Ivan Illich
- Luce Irigaray
- Mario Mieli
- Gayle Rubin
- Gayatri Chakravorty Spivak
- Nicla Vassallo

## Il genere in psicologia e neurologia
La letteratura scientifica in ambito psicologico non definisce il genere in termini certi e assoluti. Sebbene si sia scritto molto sull'argomento, esplorando le differenze fra maschile e femminile, pochi esplorano in pratica le cause che oggettivamente producono tali differenze 
. Il dibattito sulla importanza relativa che ricopre il contrasto natura e ambiente sociale sembra destinato a rimanere senza soluzioni a breve 
; la considerazione di come i fattori genetici o culturali/ambientali possano influenzare lo sviluppo acquista ancora maggiore importanza alla luce delle moderne istanze di rivalutazione del ruolo della donna.
Storicamente, una parte della ricerca psicologica legata al lavoro degli psicologi comportamentisti americani suggeriva che la personalità, così come i diversi comportamenti, fossero da attribuire ad apprendimenti condizionati, o a processi di imitazione, e non a fattori puramente biologici. Un'altra branca della biologia del comportamento, l'etologia, suggeriva invece che personalità e comportamenti fossero significativamente influenzati dal patrimonio genetico e fossero innati. Lo sviluppo parallelo del comportamentismo e dell'etologia ha generato quella che è conosciuta come la diatriba natura-cultura, innato-appreso, che ha dominato il dibattito scientifico nel corso del '900.
Molto utilizzati nell'ambito innatista sono stati gli studi sui gemelli omozigoti ed eterozigoti. Un importante studio americano, il Minnesota Study of Twins Reared Apart, convolse 59 coppie di gemelli omozigoti e 47 di gemelli eterozigoti. Ogni partecipante allo studio venne sottoposto a numerosi test di personalità e alla misurazione del quoziente intellettivo. I dati evidenziarono che i gemelli omozigoti, tra loro molto più simili geneticamente, lo erano anche in diverse dimensioni psicologiche studiate rispetto ai gemelli eterozigoti, anche quando i primi erano cresciuti in famiglie e contesti sociali molto differenti. Verso la fine degli anni '90, il dibattito novecentesco della relazione tra innato ed appreso, ha visto un definitivo superamento con la nascita dell'epigenetica, ossia lo studio di come il contesto ambientale influenzi l'espressione genetica. Il dibattito natura-cultura fa quindi ormai parte della storia della biologia del comportamento. Ed è residuale in altri ambiti di studio non dominati dall'evidenza empirica e dai dati sperimentali. Il ruolo che i geni e l'ambiente hanno sul comportamento e sulla personalità è infatti ampiamente documentato dalla letteratura scientifica internazionale.

### Differenze sessuali
Rispetto alle differenze sessuali, diverse ricerche hanno evidenziato come i cervelli di uomini e donne sarebbero strutturalmente molto più simili di quanto si è creduto in passato  e la mascolinizzazione e la femminilizzazione del cervello riguarderebbero specifiche aree o funzioni, rendendo la dicotomia tra comportamenti "maschili" e "femminili" molto meno rigida rispetto al passato. Nello specifico la psicobiologia parla di "mascolinizzazione", "femminilizzazione", di "demascolinizzazione" e "defeminilizzazione" del cervello proprio per riferirsi a come determinati comportamenti sessualmente dimorfici si manifestino. Studi sul modello animale hanno scoperto che la mancanza di una precoce esposizione al testosterone femminilizza e demascolarizza i comportamenti riproduttivi di ratti adulti mentre una precoce iniezione di testosterone in ratti femmina ne mascolinizza e defemminilizza il comportamento sessuale da adulti.
Differenze anatomofunzionali tra i cervelli di maschi e femmine sono comunque presenti (ad es. il cervello di un uomo tende ad essere il 15% più grande di quello di una donna, probabilmente in virtù della maggior volume corporeo complessivo) anche se nella maggior parte queste differenze sono lievi e rilevabili solo su base statistica. Inoltre le differenze strutturali osservate non sono ancora state direttamente correlate a comportamenti osservabili, e molte di queste si sviluppano durante la pubertà. Secondo alcuni autori la maggior parte delle differenze attribuite al sistema nervoso maschile e quello femminile non sarebbero innate, ma emergerebbero invece da diversi fattori, non ultimi gli ambienti culturali e sociali entro cui gli individui crescono e si formano. È innegabile comunque le differenti concentrazioni testosterone e estrogeni negli uomini e nelle donne modifichi e plasmi il comportamento.
Gli studi sul comportamento umano in relazione alle differenze sessuali hanno infatti evidenziato come molti comportamenti umani siano sovrapponibili e che gli unici dimorfismi sessuali siano quelli collegati ai comportamenti relativi alla riproduzione. La presenza o assenza di testosterone nelle fasi perinatali sembra essere uno dei fattori determinanti questo dimorfismo anche nell'uomo suppur non sia l'unico fattore. Altre differenze sessuali tra uomini e donne riguardano diversi aspetti, dal comportamento di gioco, alle interazioni sociali, alla reattività al dolore, all'emotività, e alle risposte allo stress.
Altre differenze riguardano la suscettibilità di maschi e femmine a diverse patologie psichiatriche o atipie dello sviluppo. Ad esempio la schizofrenia, i disturbi dello spettro autistico e la dislessia sono più presenti in soggetti di sesso maschile. Mentre altri disturbi come la depressione e i disturbi del comportamento alimentare sono più presenti in soggetti di sesso femminile. La presenza di queste differenze non è però in contrasto con le ipotesi sul ruolo dell'ambiente sulle differenze di genere, in quanto, proprio alla luce dell'epigenesi, alcune differenze potrebbero essere correlabili ad influenze ambientali agenti sulla produzione di questi ormoni, influenzandone così il fenotipo comportamentale. Infine l'esistenza di processi di mascolinizzazione e femminilizzazione del cervello e del comportamento non esclude che esistano comportamenti femminili in soggetti di sesso maschile e viceversa ma semplicemente che ci siano caratteristiche del comportamento che sono influenzate dalla presenza e dalla produzione di ormoni sessuali. Come dimostrano le ricerche sul modello animale.

## Insegnamento universitario
Uno studio del 2013 ha identificato 57 insegnamenti collegati agli studi di genere all'interno di corsi di laurea universitari italiani, pari a circa lo 0,001 % dell'offerta formativa complessiva. Per confronto, negli Stati Uniti d'America esistono 1097 corsi universitari afferenti all'area dei Women Studies. In Italia, gli studi di genere non compongono uno specifico settore scientifico-disciplinare (SSD) ma, quando affrontati, lo sono prevalente negli insegnamenti di sociologia, lingua e letteratura straniera (soprattutto inglese) e storia.
In Italia l'Università Federico II di Napoli pubblica dal 2006 la rivista La camera blu, interamente dedicata agli studi di genere.

## Teoria del gender
Durante la seconda metà degli anni '90, alcuni intellettuali cattolici, tra i quali Dale O'Leary, fornirono una rilettura degli studi di genere, affermando che fosse in atto una «promozione organizzata» di tali istanze, volta a smantellare la differenza tra uomo e donna con un «progressivo distacco dalla realtà». Queste riletture degli studi di genere hanno dato vita alla teoria del gender, che è stata ampiamente supportata dalla Chiesa cattolica, soprattutto in Italia e Francia, nel decennio seguente alla pubblicazione nel 2003 del Lexicon. Termini ambigui e discussi su famiglia, vita e questioni etiche da parte del Pontificio consiglio per la famiglia. Secondo gli studiosi delle teorie di genere questa interpretazione è "complottista" e "distorta", portata avanti per delegittimare sia le istanze femministe, sia quelle portate avanti da parte della comunità LGBT.